# Fedák Sári
Fedák Sári, teljes nevén: Fedák Sarolta Klára Mária (Beregszász, 1879. szeptember 27. – Budapest, 1955. május 5.) magyar színművésznő, énekesnő, primadonna. Molnár Ferenc író második felesége.
Az egyik legismertebb és legsikeresebb magyar előadóművész. Rákosi Szidi színésziskolájának elvégzése után, 1900-ban a Magyar Színházban kezdte meg pályáját, aminek során számos magyar és külföldi színházban fellépett. Többek között szerepelt a Népszínházban, a Vígszínházban, a Király Színházban is. Külföldi szereplései során eljutott Bécsbe, Berlinbe, Párizsba, Londonba és az Egyesült Államokba is. Humoros és jó előadó volt. A legnagyobb operettprimadonna volt, pedig nem volt jó hangja. Sikerei ellenére rendkívül kritikus volt magával szemben, de a másoktól eredő kritikát nem szerette. Tehetsége révén neve fogalommá vált a magyar színjátszásban. Mivel 1944-ben a bécsi Donausender német nemzetiszocialista rádió munkatársaként a második világháború folytatása mellett állt ki, ezért a háború után a Népbíróság, a Tanácsköztársaság után még „levörösözött" színésznőt, „nácirajongónak" bélyegezte, és nyolchónapi börtönbüntetésre ítélte. Büntetése letöltése után már nem térhetett vissza a színpadra. 1955. május 5-én Budapesten hunyt el.

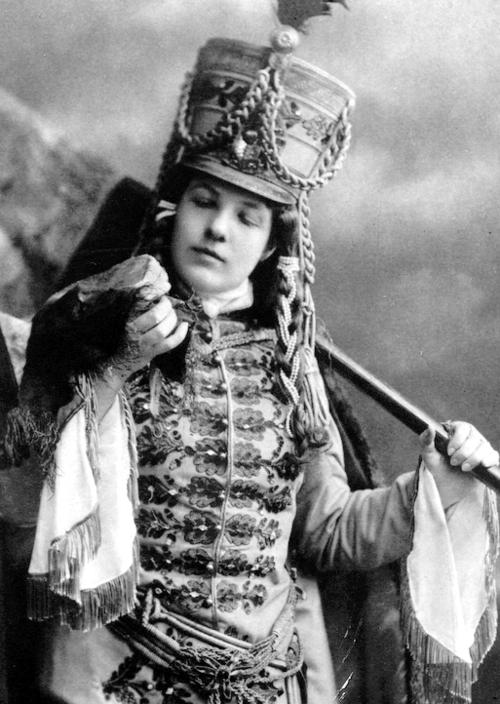
Fedák Sári a János vitézben

## Családja és származása
Édesapja dr. Fedák István (1848–1919), Bereg vármegye tiszti főorvosa, a Ferenc József-rend lovagja, édesanyja Kokály Emília (1850–1935) volt. Apai nagyszülei Fedák András (1818–1879) uradalmi számtartó (rationista dominalis) és a nemesi származású szelefarmosi Bodó Klára (1827–1877) voltak. Fedák Andrásné Bodó Klárának a szülei szelefarmosi Bodó Tamás, zempléni főszolgabíró, földbirtokos és végessi Végessy Terézia (1805–1873) voltak. Fedák András fivére Fedák Ferenc Orbán (1814–1874), premontrei rendi pap, tanár, költő, a jászói konvent préposti levéltárosa volt. Fedák András és Fedák Ferenc Orbán szülei, idősebb Fedák András (1780–1851), a jászói konvent uradalmi tiszttartója (provisor dominalis), és Beretz Julianna (1793–?) voltak. Idősebb Fedák András, Fedák Pál (1744–1829) és Noviszedlák Mária (1761–1831) fia volt, és eredetileg Káposztafalváról vándorolt át Jászóra, ahol 1811. november 18-án vette el a jászói születésű Beretz Julianna kisasszonyt. Az anyai nagyszülei Kokály Ferenc (1810–1890), szabadbattyáni uradalmi tiszttartó, és Ritter Mária (1815–1864) voltak.
Fedák Sári fivére, ifjabb Fedák István (1875–1921) gazdasági titkár, városi rendőrkapitány volt, akinek feleségétől, dr. Szilágyi Ágota történelemtudós asszonytól több gyermeke született, köztük: dr. Fedák Ágota, német és francia nyelvész, filmfordító, és Fedák István (1905–1972), gépészmérnök. Fedák Istvánné dr. Szilágyi Ágota, Szilágyi Arabella (1861–1918) szoprán lánya volt.

## Pályafutása
1899-ben végezte el a Rákosi Szidi színiiskoláját. Még ebben az évben színpadra került a Magyar Színházban a Gésák című darabban, Molly szerepében. 1900-tól játszott többek között Pozsonyban, a Népszínházban, a Király Színházban, a Vígszínházban, 1932-ben a nyíregyházi színházban.
1904-ben Karabélyos Elek alsólendvai táblabíró vásárolt részére egy kúriát Tótszerdahelyen, amely felújítva megtekinthető mai napig a településen.
Az 1904. november 18-án a Király Színházban bemutatott Kacsóh Pongrác daljátéknak, a „János vitéz”-nek a főszerepét játszotta. A Király Színház nézői nem hittek a szemüknek: a színpadon Fedák Sári mint János vitéz állt, bő gatyában és karikás ostorral a kezében.
A Király Színház akkor nagyon rosszul állt. Rákosi Szidinél laktam akkoriban, Beöthy László mamájánál. Ő aggódott legjobban fia színházának anyagi helyzete miatt. Akárhányszor hazajöttem a próbákról (János vitéz próbáiról) mindig faggatott: Lesz ennek sikere?… de jó lenne, ha legalább huszonötször lemenne… Nem tudtam megnyugtatni. Aztán amikor először próbáltunk jelmezzel, zenekarral, Szidi néni lejött a próbára. Voltak még vagy harmincan a nézőtéren. Akkor elénekeltem az „Egy rózsaszál szebben beszél”-t, s már eldőlt a darab sorsa. Mindenki sírt a nézőtéren, én is velük. Beöthy feljött a színpadra és ezt mondta: Ez a darab százszor fog menni! Szidi mama ráduplázott: Kétszázszor. Mindketten tévedtek. Csak én játszottam eddig 574-szer!
Az első világháború alatt előbb az Osztrák–Magyar Monarchia ellen, majd a Tanácsköztársaság ideje alatt a Vörös Hadseregbe való belépésre agitált. A kommün leverése után Bécsbe menekült, az ott élő emigránsok azonban feljelentették, a rendőrség azonnal elfogta, és rövid időre a bécsújhelyi börtönbe zárták.
Mivel támogatta a Tanácsköztársaságot, 1920-ban és 1921-ben csak Bécsben játszhatott. Hat nyelven beszélt. Fellépett Berlinben és Párizsban is, 1922-ben, 1925-ben, majd 1934-ben pedig – részben egyedül, részben pedig maga szervezte társulattal – bejárta az Amerikai Egyesült Államok magyarlakta városait. 1923-ban a Fővárosi Operettszínház primadonnája.
1922. október 11-én férjhez ment Molnár Ferenchez, akinek második felesége volt, de 1926-ban elváltak. Mindig primadonnaságra vágyott, kínosan ügyelt arra, hogy a középpontban legyen, a színpadon senki ne takarja.
1928-ban Útközben címmel jelent meg memoárja, Szöllősi Zsigmond adta ki. Politikával is foglalkozott, a Nemzeti Egység Pártja pestszentlőrinci szervezete női csoportjának elnöke, képviselője volt.
Az 1940-es évek elején az Új Magyar Színház vezető színésznője volt. 1944-ben a bécsi Donausender német náci rádió munkatársaként a háború folytatása mellett állt ki, ezért a második világháború után a Népbíróság, a Tanácsköztársaság után még „levörösözött" színésznőt, most „nácirajongónak” bélyegezte, és népellenes bűntettben bűnösnek találta. A vád: „nyilvános szereplés alkalmával Szálasit dicsőítette”. Az ítélet két év börtön és vagyonának elkobzása volt. Büntetését másodfokon nyolc hónapra mérsékelték, emellett három évre eltiltották foglalkozásának budapesti gyakorlásától, és politikai jogait öt évre felfüggesztették. Vagyonát végül nem kobozták el.

## Utolsó évei
A büntetés letöltése után Nyáregyházán vett házat. Oda is költözött komornájával, Kerék Margittal. Azonban kiköltöztették a szépen rendbe hozott házából is. Az épület a termelőszövetkezetnek kellett. Egy elhagyott, egyszobás házat kapott a falu végén (Jókai utca 4.). Mivel mellékbüntetésként három évre eltiltották foglalkozásától is, soha többé nem tért vissza a színpadra. Még egyszer utoljára 1954 tavaszán felkérte az Állami Déryné Színház igazgatója, hogy játssza el Csiky Gergely Nagymama című vígjátékának főszerepét. Fedák készült a visszatérésre, de betegsége (agyvérzés és érelmeszesedés) következtében elhunyt a Budai Irgalmasrendi Kórházban.

## Személyisége, képességei
Szigorúbb kritikát gyakorolt önmagával szemben, mint a hivatalos színikritikusok. Ennek ellenére idegenektől nem vette jó néven a negatív megjegyzéseket. A róla szóló dicséreteket viszont összegyűjtötte. Humorát, anekdotáit mindenki szerette és élvezettel hallgatta. Kiemelkedő előadó volt. Tisztában volt azzal, hogy neve fogalommá vált, és mindenkit meg akart hódítani. A prózai színpadot kevésnek tartotta, és mindenáron primadonna akart lenni. Néha főszerepet játszott zenés darabokban, de még akkor is elégedetlen volt önmagával, amikor a közönség ünnepelte. Ügyelt arra, hogy ő legyen középpontban, és senki se takarja a színpadon. Annak ellenére volt a legnagyobb operettprimadonna, hogy szakmai szempontból nem volt jó hangja.
Játékában megjelent az általa képviselt újszerű felfogás, a kiemelkedő tánctudás és a temperamentum. Ennek és tehetségének köszönhetően a 20. századi magyar színjátszás egyik legnépszerűbb operettprimadonnája volt. A fennmaradt feljegyzésekből kitűnik, hogy boldogtalan volt, a végletek embere. Egyszerre jellemezte odaadás és melegszívűség, valamint kegyetlen szigorúság és ridegség. Igazán csak a színpad jelentett számára biztonságot. Mikor egyedül volt, sokat sírt, társaságban viszont, amennyire tudta, keménynek mutatta magát. Rendkívül aktív személyiség volt, szinte izzott körülötte a levegő. A „hazavágyás" jellemezte életét, de a békés otthon nem adatott meg neki.

## Emlékezete
Ady Endre ezt írta a fiatal Fedák Sáriról az első nagyváradi vendégjátéka kapcsán:
Fedák Sári nem az a lány, akiről hideg melegséggel vagy meleg hidegséggel lehet szólni és írni. Ő első Fedák Sári. Egy és szuverén. Valaki és teljes valaki. Egyéniség, aki nem paktál, s aki nem reflektál semminemű türelemre. Tessék csak bátran nézni, látni és ítélni. A Bereg megyei bakfis egyszerre csak fölszaladt a színpadra. Mint a gyötrelmes, erős, szűz vihar, végigsöpört ott mindent. Trónjaikról lerángatott autokrata színpadi királynőket, félelmetes bálványokat, szent és sérthetetlen formákat, tradíciókat és konvenciókat. A kis bálványdöntő úgy tett a züllött budapesti színházi világgal, mint Napóleon az egyesült seregekkel. Fedák Sári is fölforgatta s megcsúfolta a színpadi hadakozásnak minden becses, régi elvét. Nem volt újságíró dandárja, nem volt haditerve, ignorálta a kulissza küzdelmeit. Nekivágott a csatatérnek, a színpadnak, s megnyert minden csatát.
Németh László a következőket nyilatkozta a 60 éves Fedák Sáriról:
Íme a Magyar Operett. Egy asszony, aki nagy egyéniség, s amellett elég ripacsirta, hogy jól tudta érezni magát, sőt hitt is ebben a flitteres, nagyherceges operettvilágban. Asszonynak kellett lennie, mert férfiból elképzelhetetlen ez az öntvény. Akinek ekkora emberi súlya van, ha férfi, más pályát keres… Fedákban ezt imádta a közönség, amely az ő kótákkal packázó hangjában, áradó jókedvében, hars önbizalmában nemcsak operettet kapott, de különös, nyers ízzel kapta a maga életkedvét.
- Fedák Sári-szobor Beregszászban (2018)[40]
- Fedák Sári Színház Budapesten (2015)

## Érdekességek
A rablóultiban az irreálisan magas, általában a legmagasabb engedélyezett kontra neve: fedáksári. Arról megoszlanak a vélemények, hogy hányszoros kontráról is van szó pontosan (32- vagy 64-szeres), mert az ultiban igen ritkán jut el valaki addig, hogy „fedáksárit” mondjon. Szőnyei Gyula Tanuljunk kártyázni című könyvében 64-szeres szorzóval szerepel.
A József Attila Színház 1998-ban mutatta be Radó Denise A Fedák-ügy avagy kontra, rekontra, szubkontra című darabot. A címszerepet Galambos Erzsi alakította.
A Nemzeti Színház 2015-ben mutatta be Fedák Sári címen a művésznő naplójából készített színdarabot, a címszerepet Szűcs Nelli játszotta.
2022. március 5-én a Győri Nemzeti Színház mutatta be Olt Tamás rendezésében a díva életéről szóló zenés életrajzi tragikomédiát, Minden jegy elkelt címmel, Kubik Anna főszereplésével.

## Színházi tagságai

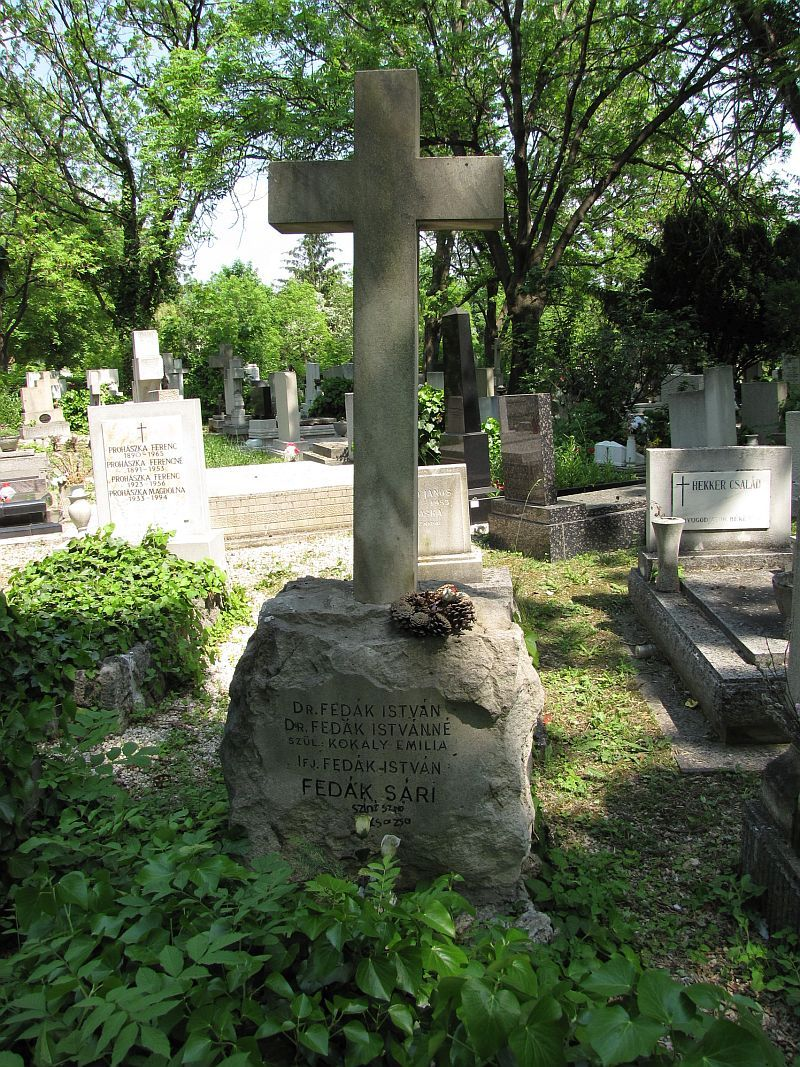
Fedák Sári sírja Budapesten. Farkasréti temető: 28/1-1-35

- Magyar Színház: 1900, 1915–1919, 1935, 1940–1941
- Vígszínház: 1901–1902, 1921, 1924, 1926–1927, 1932–1933, 1939
- Király Színház: 1902–1906, 1909–1914, 1929–1930

## Fontosabb szerepei
- Bob herceg (Huszka Jenő: Bob herceg)
- János vitéz („nadrágszerep”) (Kacsóh Pongrác: János vitéz)
- Sybill (Jacobi Viktor)
- Kamilla (Molnár Ferenc: Farsang)
- Fehér Anna (Gárdonyi Géza)
- Koltay Bubu (Eisemann Mihály: Ezüst menyasszony)
- Tarcali Darázs Katalin (Eisemann Mihály: Tokaji aszú)
- Rab Mátyás (Czobor Károly)
- Antónia (Lengyel Menyhért)
- Ilona grófnő (Lehár Ferenc: Cigányszerelem)

## Filmjei
- Három hét (Three Weeks/Seelige drei Wochen), némafilm Elinor Glyn azonos című regényéből (1917)[43]
- Mámi (1937)
- Hazafelé (1940)
- Tokaji aszú (1941)

## Főbb művei
- Útközben. Beszélgetés a barátommal, 1–2.; Szőllősi, Budapest, 1929
- „Te csak most aludjál, Liliom…”. Fedák Sári emlékiratai; szerk. Bognár József; Magyar Ház, Budapest, 2009 (Magyar Ház könyvek)